# Tim Mayotte
Timothy "Gentleman Tim" Mayotte (Springfield, 3 de Agosto de 1960) é um ex-tenista profissional estadunidense.

## Olimpíadas

### Simples: 1 (1 prata)
| Resultado | Ano  | Campeonato | Piso | Oponente       | Placar             |
| Prata     | 1988 | Seul       | Duro | Miloslav Mečíř | 3–6, 6–2, 6–4, 6–2 |

## ATP finais

### Simples 33 (12-11)
| Legenda                     |
| Grand Slam (0)              |
| Tennis Masters Cup (0)      |
| ATP Championship Series (0) |
| Grand Prix (12)             |

| Títulos por Piso |
| Duro (5)         |
| Grama (1)        |
| Saibro (0)       |
| Carpete (6)      |

| Resultado | N.  | Data               | Campeonato                      | Piso     | Oponente         | Placar                       |
| --------- | --- | ------------------ | ------------------------------- | -------- | ---------------- | ---------------------------- |
| Vice      | 1.  | Outubro 5, 1981    | Maui, EUA                       | Duro     | Hank Pfister     | 4–6, 4–6                     |
| Vice      | 2.  | Março 22, 1982     | Strasbourg WCT, França          | Carpete  | Ivan Lendl       | 0–6, 5–7, 1–6                |
| Vice      | 3.  | Junho 21, 1982     | Bristol, Inglaterra             | Grama    | John Alexander   | 3–6, 4–6                     |
| Vice      | 4.  | Julho 16, 1984     | Newport, EUA                    | Grama    | Vijay Amritraj   | 6–3, 4–6, 4–6                |
| Campeão   | 1.  | Fevereiro 18, 1985 | Delray Beach, EUA               | Duro     | Scott Davis      | 4–6, 4–6, 6–3, 6–2, 6–4      |
| Vice      | 5.  | Abril 15, 1985     | WCT Finals, Dallas, EUA         | Carpete  | Ivan Lendl       | 6–7(4–7), 4–6, 1–6           |
| Vice      | 6.  | Fevereiro 3, 1986  | Philadelphia, EUA               | Carpete  | Ivan Lendl       | w/o                          |
| Campeão   | 2.  | Junho 16, 1986     | London/Queen's Club, Inglaterra | Grama    | Jimmy Connors    | 6–4, 2–1, ret.               |
| Campeão   | 3.  | Fevereiro 9, 1987  | Philadelphia, EUA               | Carpete  | John McEnroe     | 3–6, 6–1, 6–3, 6–1           |
| Campeão   | 4.  | Abril 6, 1987      | Chicago, EUA                    | Carpete  | David Pate       | 6–4, 6–2                     |
| Campeão   | 5.  | Outubro 19, 1987   | Toulouse, França                | Duro (i) | Ricki Osterthun  | 6–2, 5–7, 6–4                |
| Campeão   | 6.  | Novembro 9, 1987   | Paris Indoor, França            | Carpete  | Brad Gilbert     | 2–6, 6–3, 7–5, 6–7(5–7), 6–3 |
| Campeão   | 7.  | Novembro 16, 1987  | Frankfurt, Alemanha             | Carpete  | Andrés Gómez     | 7–6(8–6), 6–4                |
| Campeão   | 8.  | Fevereiro 29, 1988 | Philadelphia, EUA               | Carpete  | John Fitzgerald  | 4–6, 6–2, 6–2, 6–3           |
| Campeão   | 9.  | Julho 25, 1988     | Schenectady, EUA                | Duro     | Johan Kriek      | 5–7, 6–3, 6–2                |
| Vice      | 7.  | Setembro 26, 1988  | Seul, Coreia do Sul             | Duro     | Miloslav Mečíř   | 6–3, 2–6, 4–6, 2–6           |
| Campeão   | 10. | Outubro 10, 1988   | ATP de Brisbane, Austrália      | Duro (i) | Marty Davis      | 6–4, 6–4                     |
| Campeão   | 11. | Outubro 24, 1988   | Frankfurt, Alemanha             | Carpete  | Leonardo Lavalle | 4–6, 6–4, 6–3                |
| Vice      | 8.  | Fevereiro 29, 1989 | Philadelphia, EUA               | Carpete  | Boris Becker     | 6–7(4–7), 1–6, 3–6           |
| Campeão   | 12. | Julho 31, 1989     | Washington D.C., EUA            | Duro     | Brad Gilbert     | 3–6, 6–4, 7–5                |
| Vice      | 9.  | Fevereiro 12, 1990 | Milan, Itália                   | Carpete  | Ivan Lendl       | 3–6, 2–6                     |
| Vice      | 10. | Fevereiro 19, 1990 | Toronto Indoor, Canadá          | Carpete  | Ivan Lendl       | 3–6, 0–6                     |
| Vice      | 11. | Novembro 12, 1990  | Moscow, Rússia                  | Carpete  | Andrei Cherkasov | 2–6, 1–6                     |